# Casa Gronseta
La Casa Gronseta és una obra amb elements gòtics d'Arnes (Terra Alta) inclosa a l'Inventari del Patrimoni Arquitectònic de Catalunya.

## Descripció
Els exteriors estan modernitzats, sobre tot el posterior al carrer Santa Madrona. El seu interior, molt fosc degut a la pobresa de les obertures, ens presenta arcades apuntades a tipus d'una petita nau. Aquestes arcades, almenys a la primera part del carrer Bonaire, es repeteixen a totes les cases d'aquesta vora del carrer, com si aquest hagués tingut porxos en un temps passat.
És creença popular l'existència de cavallerisses a la nau esmentada.
Avui és un habitatge privat amb petita col·lecció-museu d'útils ceràmica, etc.